# Squash na Igrzyskach Panamerykańskich 2019
Squash na Igrzyskach Panamerykańskich 2019 odbywało się w dniach 25–31 lipca 2019 roku w Villa Deportiva Nacional  w Limie. Sześćdziesięciu zawodników obojga płci rywalizowało łącznie w siedmiu konkurencjach indywidualnych i zespołowych.

## Podsumowanie

### Klasyfikacja medalowa
| Klasyfikacja medalowa | Klasyfikacja medalowa | Klasyfikacja medalowa | Klasyfikacja medalowa | Klasyfikacja medalowa | Klasyfikacja medalowa |
| Miejsce               | państwo               | Złoto                 | Srebro                | Brąz                  | Razem                 |
| --------------------- | --------------------- | --------------------- | --------------------- | --------------------- | --------------------- |
| 1                     | Stany Zjednoczone     | 5                     | 1                     | 1                     | 7                     |
| 2                     | Kolumbia              | 1                     | 2                     | 2                     | 5                     |
| 3                     | Peru                  | 1                     | 0                     | 1                     | 2                     |
| 4                     | Kanada                | 0                     | 3                     | 4                     | 7                     |
| 5                     | Meksyk                | 0                     | 1                     | 4                     | 5                     |
| 6                     | Argentyna             | 0                     | 0                     | 1                     | 1                     |
| 7                     | Chile                 | 0                     | 0                     | 1                     | 1                     |
| Razem                 | Razem                 | 7                     | 7                     | 14                    | 28                    |

### Medaliści
| Konkurencja    | 1. miejsce                                                           | 2. miejsce                                                              | 3. miejsce |
| -------------- | -------------------------------------------------------------------- | ----------------------------------------------------------------------- | --- |
| Mikst          | Kolumbia · Catalina Peláez · Miguel Ángel Rodríguez                  | Meksyk · Alfredo Ávila · Diana García                                   | Kanada · Andrew Schnell · Hollie Naughton Stany Zjednoczone · Andrew Douglas · Olivia Blatchford                          |
| Mężczyźni      |                                                                      |                                                                         | |
| Gra pojedyncza | Diego Elías                                                          | Miguel Ángel Rodríguez                                                  | César Salazar Robertino Pezzota                                                                                           |
| Gra podwójna   | Stany Zjednoczone · Todd Harrity · Chris Hanson                      | Kanada · Shawn Delierre · Nick Sachvie                                  | Meksyk · Arturo Salazar · César Salazar Peru · Diego Elías · Alonso Escudero                                              |
| Drużynowo      | Stany Zjednoczone · Andrew Douglas · Chris Hanson · Todd Harrity     | Kolumbia · Miguel Ángel Rodríguez · Andrés Herrera · Juan Camilo Vargas | Kanada · Shawn Delierre · Nick Sachvie · Andrew Schnell Meksyk · Alfredo Avila · César Salazar · Arturo Salazar           |
| Kobiety        |                                                                      |                                                                         | |
| Gra pojedyncza | Amanda Sobhy                                                         | Olivia Blatchford                                                       | Samantha Cornett Hollie Naughton                                                                                          |
| Gra podwójna   | Stany Zjednoczone · Amanda Sobhy · Sabrina Sobhy                     | Kanada · Samantha Cornett · Danielle Letourneau                         | Chile · Giselle Delgado · Ana Pinto Kolumbia · Laura Tovar Pérez · María Tovar Pérez                                      |
| Drużynowo      | Stany Zjednoczone · Olivia Blatchford · Amanda Sobhy · Sabrina Sobhy | Kanada · Samantha Cornett · Danielle Letourneau · Hollie Naughton       | Meksyk · Dina Anguiano · Samantha Teran · Diana Garcia Kolumbia · Catalina Peláez · Laura Tovar Pérez · María Tovar Pérez |